# Vladimir Anić
Vladimir Anić (Užice, 21. studenoga 1930. – Zagreb, 30. studenoga 2000.), hrvatski jezikoslovac i kroatist te leksikograf.

## Životopis
Rodio se je 1930. godine u Užicu (Srbija), gdje mu je otac Dragutin, po zanimanju geolog, bio u službi. U Zagrebu je završio gimnaziju i studij na Filozofskom fakultetu (jugoslavenske jezike i književnost te ruski jezik s književnošću), gdje je i diplomirao (1956. godine), a kasnije i doktorirao (1963.) na temi "Jezik Ante Kovačića".
Sveučilišnu karijeru započeo je na Filozofskom fakultetu u Zadru, gdje je od 1960. do 1974. godine radio kao asistent, docent i izvanredni profesor. Na Filozofski fakultet u Zagrebu prešao je 1974. godine, i tu je (na Odsjeku za kroatistiku) 1976. postao redoviti profesor te voditelj Katedre za suvremenihrvatski književni jezik. Bio je, između ostalog, i tajnik Međunarodnog slavističkog komiteta (1974. – 1979.) te predsjednik Komisije za jezik sekretarijata za prosvjetu, kulturu i fizičku kulturu (od 1976.). Sudjelovao je na slavističkim kongresima te brojnim znanstvenim skupovima u zemlji i inozemstvu, a predavao je i na stranim sveučilištima.
Objavio je veći broj studija, rasprava, ogleda i prikaza, posebice s područja sintakse, fonologije, akcentacije i morfologije, zatim leksikologije, leksikografije, terminologije (npr. pisao je o glazbenom nazivlju) te stilistike hrvatskog standardnog jezika. Bavio se i proučavanjem razvitka hrvatskoga jezika i jezikoslovlja u Dalmaciji, a poebno jezikom u djelima Šime Starčevića i Mihovila Pavlinovića.
Međutim, najvrjednija i najpoznatija djela objavio je u zadnjih petnaestak godina života. To se najprije odnosi na "Pravopisni priručnik hrvatskoga ili srpskoga jezika" (1986.) koji je izradio zajedno Josipom Silićem i čije novo izdanje nije doživio - u trenutku njegove smrti bilo je u tisku. Dvije godine kasnije objavljuje zanimljivu i nepretencioznu, za jezikoslovca i prilično neobičnu knjigu "Glosar za lijevu ruku" (Naprijed, 1988.), koja je dobrim dijelom okrenuta filozofskom aspektu jezične problematike inspiriran filozofijom Wittgensteina. U toj se knjizi bavio naoko sitnim poteškoćama profesionalaca koje su nalik onima koje glazbenici svrstavaju u poteškoće lijeve ruke (otuda i naslov knjizi).
No, djelo koje se u cijeloj Anićevoj sveučilišnoj i znanstvenoj karijeri s pravom smatra kapitalnim jest "Rječnik hrvatskoga jezika". To je prvi suvremeni jednosveščani rječnik hrvatskoga jezika dosada objavljenim u tri izdanja (Novi Liber, 1991., 1994., 1998.). S tim da je Anić u suradnji s ekipom koja je inače radila na Rječniku hrvatskoga jezika obavio i veći dio radova za četvrto izdanje. O tom rječniku bilo je i ima različitih mišljenja, ali je taj rječnik bez sumnje odigrao važnu ulogu u razvoju pa i poletu cijele jezikoslovne kroatistike.
Godine 1999. s Ivom Goldsteinom Anić je objavio i obiman (blizu 1500 stranica) "Rječnik stranih riječi" (Novi Liber, 1999.) koji je dostojna zamjena[po čijem mišljenju?], ali i dopuna čuvenome rječniku Bratoljuba Klaića. Objavio je također vrlo zanimljivu i zapaženu knjigu pod naslovom "Jezik i sloboda" (Matica hrvatska, 1998.). Najdojmljiviji su ocijenjeni oni dijelovi te knjige u kojima su došla do izražaja Anićeva bogata i slojevita iskustva u radu na Rječniku hrvatskoga jezika, konkretno dijelovi u kojima je riječ o brojnim zabludama i nesporazumima u vezi s Rječnikom i uopće s rječnicima. Često se događa da stručnjaci pojedinih struka traže u (jednojezičnim) rječnicima svoju uskostručnu, a ne jezičnu istinu, a rječnici toga tipa jesu i moraju biti prije svega jezikoslovna djela.
Kao profesor Anić je uvijek bio staložen, sabran i dostojanstven. Zadnjih godina života predavao je uglavnom kolegije iz područja fonologije i morfologije hrvatskoga jezika te vodio seminarske vježbe. Svoja predavanja često je znao nadopuniti ironijskim odmacima. Nije volio da studenti napamet uče gramatička ili pravopisna pravila. Očekivao je od njih i vlastiti stav o pitanjima i problemima o kojima se predavalo ili o kojima se raspravljalo na seminarima. Na ispitima nije bio prestrog, ali je tražio dobro poznavanje elementarnih stvari i solidan uvid u literaturu. Nije bio sklon teoretiziranju, pogotovo ne onom koje je bilo samo sebi svrha. Također nikada nije bio sklon krajnjem purizmu niti je bio zagovornik rigorozne standardizacije jezika.
Dana 30. studenoga 2000. godine u Zagrebu nakon duge i zloćudne bolesti kojoj se do zadnjih dana hrabro othrvavao dr. Vladimir Anić je preminuo. Iza sebe je ostavio bogat i raznovrstan opus, ali i dosta nedovršenih projekata.
Ostavio je i radove koje je znanstvena zajednica iskritizirala i koji nisu izdržali znanstvenu kritiku. Primjer je Veliki rječnik hrvatskoga jezika, kojeg su kritičari oštro napali zbog zbog nepoštivanja hrvatskih standardnojezičnih norma i funkcionalnih stilova hrvatskoga jezika; tom radu su osporeni pojedini leksički odsječci; (strukovno i znanstveno nazivlje; Pelz, Sever, Brezimšćak) te i sama leksikografska koncepcija toga rječnika (Tafra, Bašić); politički je ideologiziran, osobito po tome što je kao rječničar preuzeo prosuđivati zašto je neka riječ ponovo postala oživljenom. Kritike su išle dotle da je ravnateljica hrvatskog Instituta za hrvatski jezik i jezikoslovlje, kao i sami djelatnici tog instituta, ocijenili taj rječnik kao pogubnim za hrvatski jezik. Propusti u leksikografskim postupcima u tom radu, kojim se razgrađuje hrvatska jezična norma idu dotle da se sustavom odrednica i definicija hrvatski baštinjeni leksik diskvalificira, a s druge se strane pomoću odrednica razgovornoga, ekspresivnoga ili knjiškoga stila uvode riječi koje pripadaju srpskomu standardnomu jeziku.

## Ocjene
Po tadanjoj procjeni jugoslavenskih komunističkih vlasti ocijenjen je karakteristikom: »marksistički orijentirani lingvisti«. Bio je sudionikom (posebne sjednice) radnoga dogovora predstavnika centralnih komiteta SK Bosne i Hercegovine, SK Crne Gore, SK Hrvatske i SK Srbije, te pokrajinskih komiteta SK Kosova i SK Vojvodine o aktualnim problemima jezika i jezične politike na srpskohrvatskom/hrvatskosrpskom, hrvatskom ili srpskom govornom području, koji se održao u dva navrata 4. veljače 1986. i 18. travnja 1986., a završio izdavanjem Zaključaka 18. travnja 1986. Zaključci radnog dogovora predstavnika centralnih komiteta SK Bosne i Hercegovine, Crne Gore, Hrvatske i Srbije i pokrajinskih komiteta SK Kosova i Vojvodine o aktualnim problemima jezika i jezične politike na srpskohrvatskom/hrvatskosrpskom, hrvatskom ili srpskom govornom području (gdjekad: Zaključci o jezičnoj politici SFRJ), predstavljeni su na konferenciji za novinare neposredno nakon posljednjega višesatnog sastanka 18. travnja 1986. godine. Predstavio ih je dr. Stipe Šuvar, kao i ostala tri govornika na konferenciji za novinare, Špiro Galović, član Predsjedništva CK SK Srbije, te dr. Vladimir Anić i dr. Milan Šipka, stručnjaci za jezik iz Zagreba odnosno Sarajeva. Anić se poslije izrijekom ogradio od tih Zaključaka, koje Marko Samardžija naziva posljednjim dokumentom "jugoslavenske jezične politike koji se odnosi na hrvatski i srpski jezik." Anić se, kao i drugi sjednici nazočan kroatist, odrekao svoga doprinosa prethodno navedenome radnom dogovoru (u Danasu br. 219. i/ili 221. od 1986. godine).